# Good Dick
Good Dick es una película de 2008 dirigida por Marianna Palka. La película compitió entre otras en la Competición Dramática en el Festival de cine de Sundance de 2008.

## Sinopsis
Una mirada en una relación entre una chica solitaria introvertida y un empleado de una tienda de vídeo compitiendo por su atención.

## Elenco
- Marianna Palka
- Jason Ritter
- Tom Arnold
- Mark Webber
- Martin Starr
- Eric Edelstein